# Elizabeth Pakenham
Elizabeth Pakenham (née Harman le 30 août 1906, morte le 23 octobre 2002), comtesse de Longford, plus connue sous le nom d’Elizabeth Longford, est une historienne britannique. Elle a été membre de la Royal Society of Literature et a figuré au conseil d'administration de la National Portrait Gallery de Londres. Elle est principalement connu pour son travail d'historienne, en particulier pour ses biographies de plusieurs grandes figures du XIXe siècle : la reine Victoria (en 1964), du poète Lord Byron (en 1976) et d'Arthur Wellesley, duc de Wellington (en 1969, deux volumes). Elle a été nommée Commandeur de l'Ordre de l'Empire britannique (abrégée en « CBE » en anglais).

## Biographie
Elle est la fille du spécialiste de la vue Nathaniel Bishop Harman. Elle est la petite-nièce du ministre radical Tory Joseph Chamberlain et une cousine éloignée du Premier ministre Neville Chamberlain. Elizabeth Harman est scolarisée à la Francis Holland School à Londres puis devient undergraduate à l'université d'Oxford où elle étudie au collège Lady Margaret Hall. « Compétente, éloquente et belle », selon les mots du New York Times, elle a été « la Zuleika Dobson de son temps, car les étudiants et même les professeurs se bousculaient pour tomber amoureux d'elle ». Le frère d'Elizabeth, John B. Harman, devint médecin.
Quelques années après avoir obtenu son diplôme, le 3 novembre 1931, elle épousa Frank Pakenham, plus tard devenu le 7e Comte de Longford, qui mourut en août 2001. Elizabeth Longford et son mari, tous deux dévots, étaient tous les deux des convertis au catholicisme romain (Elizabeth avait été élevée dans l'unitarisme), et des réformateurs sociaux fervents. Elizabeth s'est présentée à plusieurs reprises aux élections pour devenir membre de la Chambre des communes en tant que membre du Parti travailliste, sans succès.
Elizabeth Pakenham, écrivant sous le nom d'Elizabeth Longford, a publié plusieurs ouvrages d'histoire, la plupart consacrés au XIXe siècle britannique. En 1964, elle publie Victoria R.I., une biographie de la reine Victoria, qui a formé son premier grand travail de biographe. Elle a publié plusieurs autres biographies au cours des décennies suivantes. Elle a publié également des mémoires, The Pebbled Shore, en 1986.
Dans sa critique des mémoires d'Elizabeth Longford, The Pebbled Shore, le New York Times estime que l'historienne se montre « la meilleure écrivaine dans ce qui est essentiellement une famille de littéraires ». La nécrologie parue sur le site de la BBC à sa mort en 2002 la présente comme « l'une des meilleures biographes de son temps ».
Les Longford ont eu huit enfants, dont plusieurs sont devenus écrivains : Antonia Fraser, Rachel Billington, Judith Kazantzis (en) et Thomas Pakenham. Elizabeth Longford a vécu jusqu'à l'âge de 96 ans. Elle est morte en octobre 2002, 14 mois après son mari.

## Œuvres
- A Pilgrimage of Passion : The Life of Wilfrid Scawen Blunt (I.B. Tauris, réédité en 2007)
- Victoria R.I. (1964) Publié chez Weidenfeld and Nicolson.  (ISBN 0-297-84142-4) Le livre a reçu le James Tait Black Memorial Prize.
- Byron's Greece (1975) Publié chez Weidenfeld and Nicolson  (ISBN 0297-76986-3)
- Byron (1976) Publié chez Hutchinson of London & Weidenfeld and Nicolson  (ISBN 0-09-127300-5)
- Eminent Victorian Women (1981)
- Royal Throne : The Future of the Monarchy (1993)
- The Royal House of Windsor Published, Alfred A. Knopf, New York (1974)
- The Pebbled Shore (1986). Autobiographie.
- Jameson's Raid
- Wellington : The Years of the Sword et Wellington : Pillar Of The State, biographie en 2 volumes du premier Duc of Wellington, qui a compté parmi les parents de son mari.
- Winston Churchill
- Elizabeth R: A Biography